# Franck Tordjman
Pour les articles homonymes, voir Tordjman.
 (mars 2020).
Si vous disposez d'ouvrages ou d'articles de référence ou si vous connaissez des sites web de qualité traitant du thème abordé ici, merci de compléter l'article en donnant les références utiles à sa vérifiabilité et en les liant à la section « Notes et références ».
Franck Tordjman né le 8 août 1971 à Neuilly-sur-Seine, est un comédien français spécialisé dans le doublage. Il est connu notamment pour avoir tenu le rôle de Jean-François, le souffre-douleur d'Isabelle, dans Premiers Baisers.

## Filmographie

### Télévision
- 1993-1995 : Premiers Baisers : Jean-François
- 1995 : Les Années fac : Jean-François / Franck
- 1997 : Sous le soleil : Michel Chassagne (saison 2, épisode 1, Coups de pouce ; saison 3, épisode 10, Mon prince charmant, et épisode 19, Le Compromis)
- 2000 : Les Misérables de Josée Dayan : Prouvaire
- 2001 : Julie Lescaut : Olivier Leroy (saison 10, épisode 4, Beautés fatales)

## Doublage

### Cinéma

#### Films d'animation
- 1985[n 1] : Olive et Tom : Le Défi européen, un match amical : Ed
- 1985[n 1] : Olive et Tom : Le Défi européen, la revanche : Ed et Julian
- 1985[n 2] : Olive et Tom : La Coupe du Monde, la sélection : Ed et Julian
- 1985[n 2] : Olive et Tom : La Coupe du Monde Junior : Ed
- 1997 : Gundam Wing: Endless Waltz : Heero Yui
- 2000 : Digimon, le film : Joe Kido
- 2002 : Puissance 3 : ?
- 2002 : Le Nautilus : ?
- 2003 : Barbie et le Lac des cygnes : le prince Daniel
- 2004 : Barbie : Cœur de princesse : le roi Dominic
- 2005 : Barbie et le Cheval magique : Aidan
- 2006 : Barbie au bal des douze princesses : Dereck
- 2023 : Miraculous, le film : Nathaniel Kurtzberg et Ivan Bruel

### Télévision

#### Téléfilm
- 2000 : Un vrai coup de foudre : Basti (Manuel Cortez)

#### Séries télévisées
- James Lafferty dans :
  - Les Frères Scott (2003-2012) : Nathan Scott (182 épisodes)
  - Crisis (2014) : Aaron Nash (13 épisodes)

- Michael Copon dans :
  - Power Rangers : La Force du temps (2001) : Lucas Kendall / Ranger Bleu Time Force (40 épisodes)
  - Power Rangers : Force animale (2002) : Lucas Kendall / Ranger Bleu Time Force (épisodes 24 et 25)

- Glenn McMillan (en) dans :
  - Power Rangers : Force Cyclone (2003) : Waldo « Dustin » Brooks / Ranger du vent jaune (38 épisodes)
  - Power Rangers : Dino Tonnerre (2004) : Waldo « Dustin » Brooks / Ranger du vent jaune (épisodes 31 et 32)

- James Napier Robertson dans :
  - Power Rangers : Dino Tonnerre (2004) : Conner McKnight / Dino Ranger Rouge (38 épisodes)
  - Power Rangers : Super Police Delta (2005) : Conner McKnight / Dino Ranger Rouge (épisodes 32 et 38)

- 1997-1998 : Oz : Miguel Alvarez (Kirk Acevedo) (saisons 1 et 2)
- 2001 : Power Rangers : La Force du temps : Frax / Dr Louis Fericks (Eddie Frierson (en)) (25 épisodes) et Chad Lee / Ranger Bleu Sauvetage éclair (Michael Chaturantabut (en)) (épisode 33)
- 2002 : Power Rangers : Force animale : Max Cooper / Requin Bleu (ou Requin Fonceur) (Phillip Jeanmarie (en)) (40 épisodes)
- 2002-2006 : Ce que j'aime chez toi : Henry Gibson (Michael McMillian)
- 2004 : Rubí : ? ( ? )
- 2005 : Power Rangers : Super Police Delta : Shuyler « Sky » Tate / Ranger SPD Bleu (Chris Violette) (38 épisodes) et Broodwing (Jim McLarty) (26 épisodes)
- 2005 : Charmed : Tim Cross (Colin Egglesfield) (saison 7, épisode 21)
- 2006 : Power Rangers : Force mystique : Nick Russell / Ranger Mystique Rouge (Firass Dirani) (32 épisodes)
- 2006-2007 : Sept à la maison : Theodore dit « T-Bone » (Colton James) (saison 11)
- 2006-2007 / 2019 : Veronica Mars : Max (Adam Rose) (7 épisodes)
- 2007-2013 : Heartland : Ty Borden (Graham Wardle) (1re voix, saisons 1 à 6)
- 2008 : Power Rangers : Jungle Fury : Robert « R.J. » James / Ranger loup (David de Lautour (en)) (32 épisodes)
- 2008 : Brothers and Sisters : un soldat (Anderson Goncalves) (saison 2, épisode 10)

#### Séries d'animation
- 1995-1996 : Gundam Wing : Heero Yui
- 1997-1998 : Princesse Sissi : Karl
- 1999-2000 : Digimon Adventure : Joe Kido, Jim Kido (2e voix) et Centarumon (2e voix)
- 2000 : Les Chevaliers de l'Outre-Monde : le prince Eccentro
- 2000 : Shinzo : Saago
- 2000 : Wounchpounch : Maurizio di Mauro
- 2000-2001 : Digimon Adventure 02 : Joe Kido, Ken Ichijōji et Michael (2e voix)
- 2002 : Stargate Infinity : Harrison
- 2003-2004 : Le Secret de Sabrina : Harvey Kinkle
- 2004-2005 : Battle B-Daman : Enjyu, Gray Michael Vincent et Vinnie B
- 2005 : Action Man: A.T.O.M. - Alpha Teens on Machines : Hawks et Stingfly
- 2005 : Trollz : Rock
- 2008 : Combo Niños : voix additionnelles
- 2010 : Le Petit Prince : Ivory (épisode La Planète de la Musique)
- 2010-2011[1] : Digimon Fusion : Pawnchessmon, Dracomon, Crabmon et Coronamon
- depuis 2015 : Miraculous : Les Aventures de Ladybug et Chat Noir : Nathaniel Kurtzberg, Ivan Bruel, M. Pigeon et voix additionnelles